# Swansea (Tasmanie)
Pour les articles homonymes, voir Swansea (homonymie).

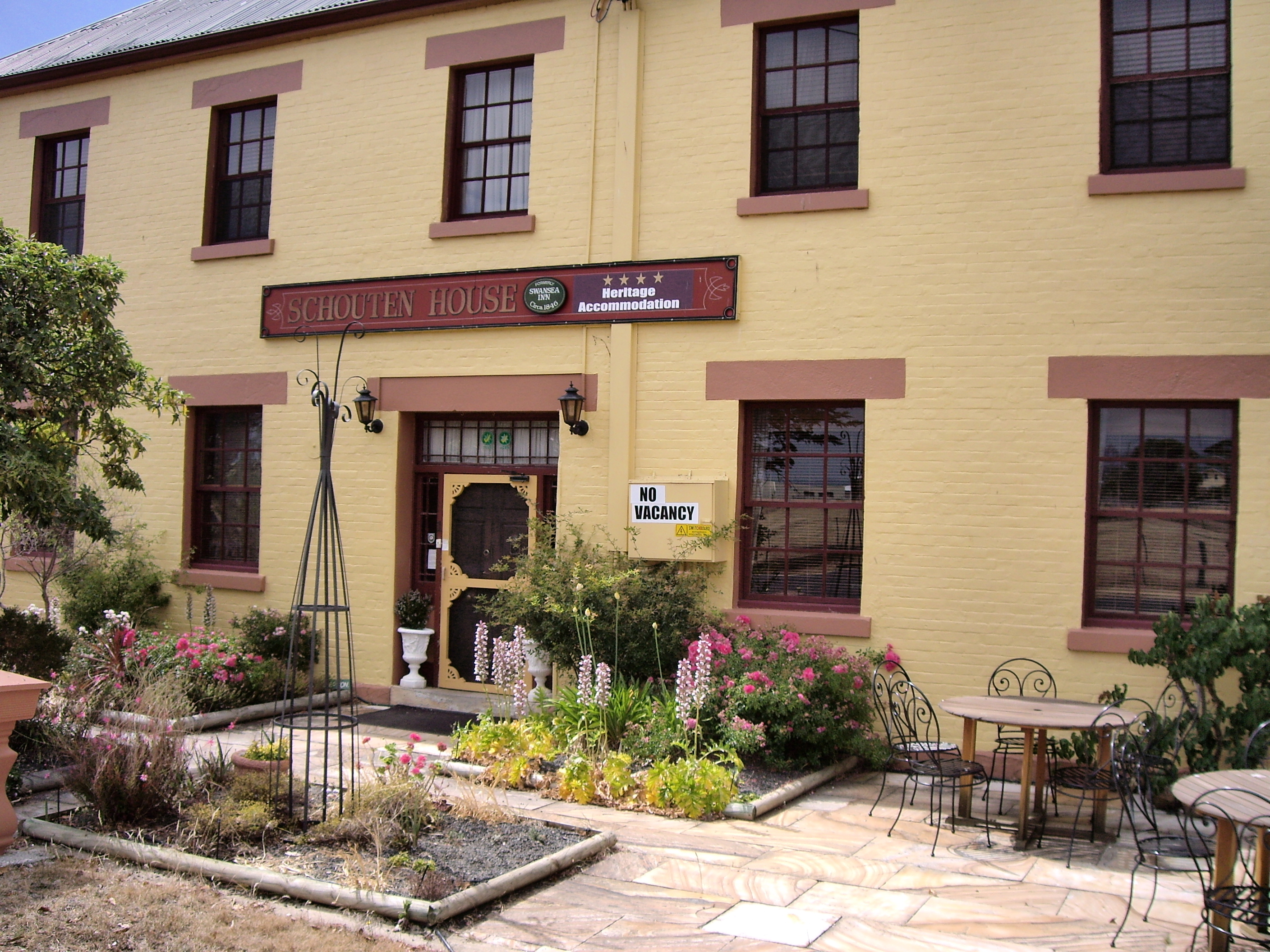
Schouten House, Swansea.

Swansea (557 habitants) est un village sur la côte est de la Tasmanie en Australie à 114 km au nord de Hobart sur la rive nord-ouest de la Great Oyster Bay.
Ce serait le troisième point de peuplement européen en Australie après Sydney et Hobart.

## Histoire
Le premier Européen à avoir exploré la région de Swansea fut le capitaine John Henry Cox (en) qui se dirigeait vers Sydney, en provenance de l'Angleterre. Il fit remonter son navire, le Mercury, le long de la côte est de la Tasmanie. Le 3 juillet 1789, ayant entendu parler de vastes colonies de phoques dans ce secteur, il navigua en longeant la côte ouest de l'île Maria et en parcourant un détroit qu'il nomma Oyster Bay (la baie des huitres).
Le premier peuplement européen pérenne débuta en 1821, lorsque George Meredith s'y installa avec sa famille et ses ouvriers, en provenance du Pembrokeshire au Pays de Galles. Meredith obtint l'autorisation du Lieutenant Gouverneur William Sorell pour installer une ferme sur les territoires autour de Oyster Bay. Les terres furent exploitées et permirent d'engranger moissons et fourrages. Une tannerie et un moulin furent construits le long de la Meredith River. Des stations baleinières furent également établies sur des îles voisines, afin d'exporter l'huile de baleine.
Swansea s'appelait à l'origine Great Swanport. Meredith y construisit la grande maison familiale baptisée Cambria qui appartient aujourd'hui à un propriétaire privé. D'autres constructions remarquables subsistent en ville, dont celle du Morris' General Store, commerce tenu par la famille Morris pendant plus de cent ans. Le moulin qui produisait du tan végétal pour l'industrie de la tannerie est aujourd'hui aménagé en musée. Schouten House, belle demeure coloniale victorienne construite en 1844, est maintenant un hôtel.
Le bureau de poste de Waterloo Point fut ouvert le 6 septembre 1832 ; il fut rebaptisé Swansea vers 1863.